# Anna Danielsson
Anna Danielsson, född 18 augusti 1865, död 29 februari 1848, var en svensk lokalpolitiker.
Hon blev 1911 en av de första 37 kvinnliga stadsfullmäktige i Sverige, och den första kvinnliga ledamoten i Kalmars stadsfullmäktige med Selma Svensson. 
Hon var dotter till affärsdisponenten för Uddeholms bolag, IE. G. Danielsson, och Stina Wærn, och dotterdotter till Mariestads landshövding Jonas Wærn. Hon tog examen vid Högre lärarinneseminariet 1888, och var lärare vid Statens Normalskola för flickor 1883–1890; medlem av Kristinehamns skolråd och föreståndare vid Elementarlärovärket för flickor i Kristinehamn 1890–1896, vid Ateneum för flickor i Stockholm 1896–1903 och sedan föreståndare vid Elementarskolan för flickor i Kalmar.